# Shorthorn
Shorthorn é uma raça de gado originária da Inglaterra no final do século XVIII.
A raça foi desenvolvida para produção de leite e carne bovina. Todos os bovinos Shorthorn são de cor vermelha, branca e de característica Roan.

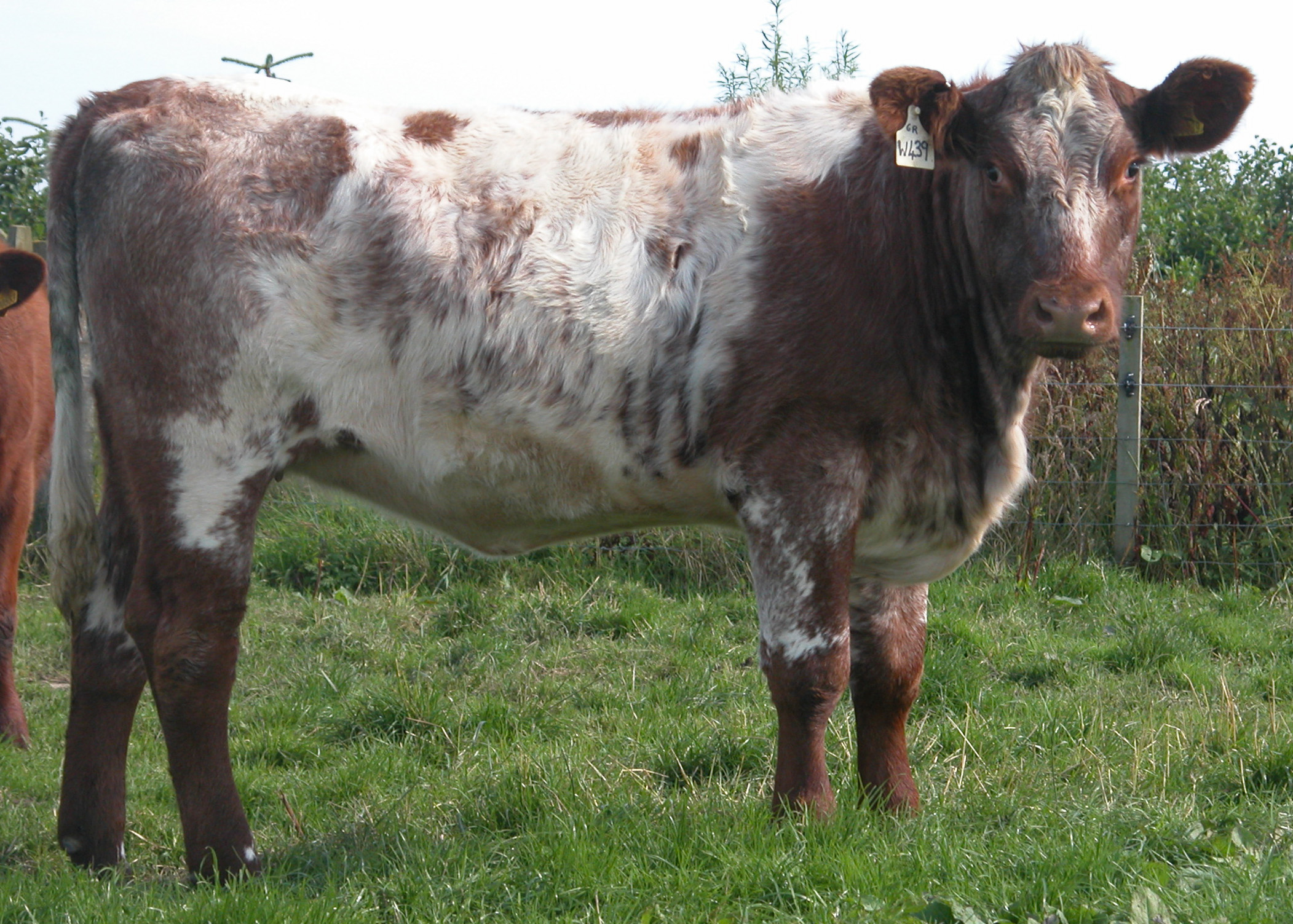
Uma novilha da raça Shorthorn.

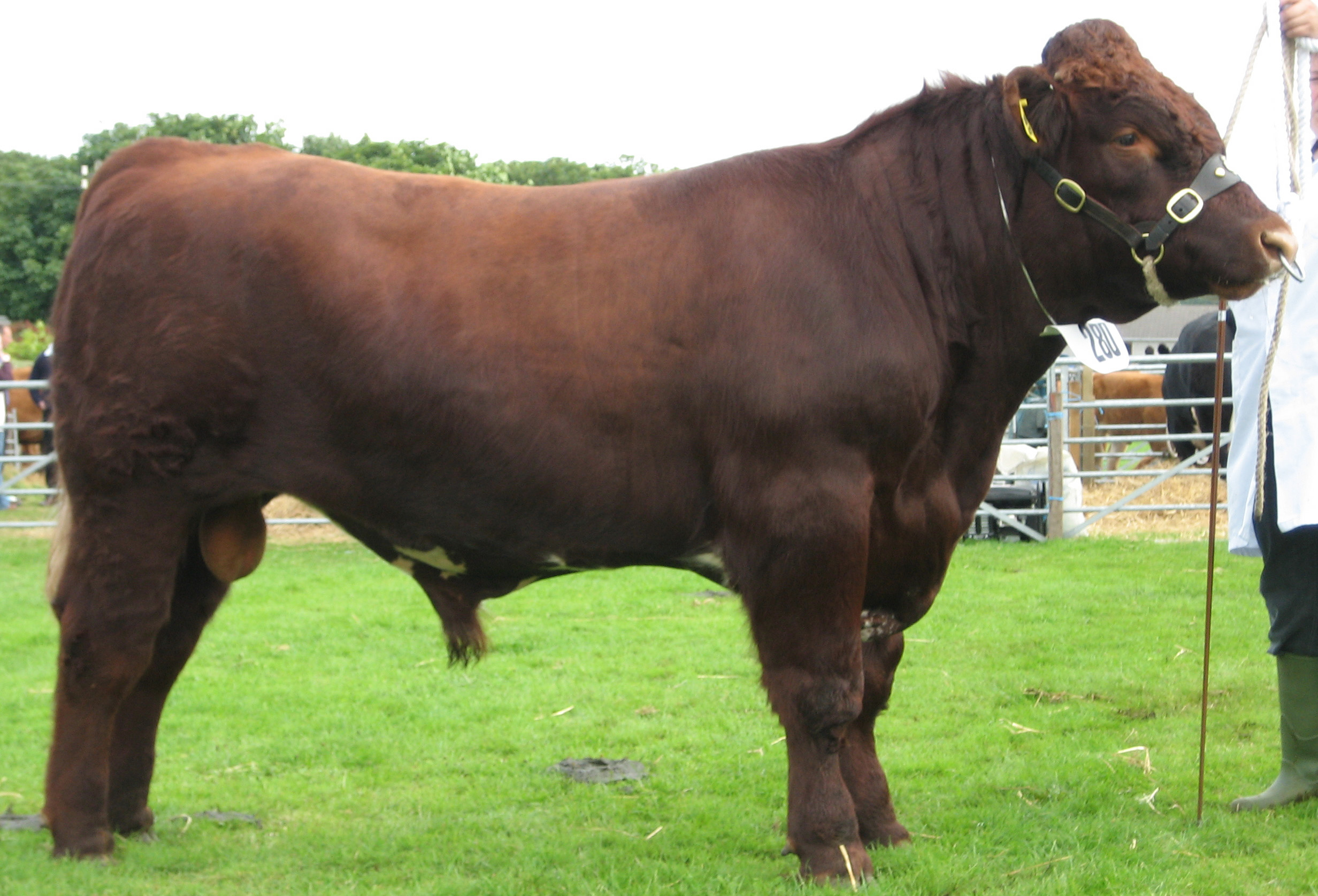
Um touro avermelhado da raça Shorthorn.